# 哀しみの恋
『哀しみの恋』（かなしみのこい、英語: Daisy Kenyon）は、1947年に製作・公開されたアメリカ合衆国の映画である。ジャンルは恋愛映画に分類される。

## 概要
エリザベス・ジェーンウェイの評判小説の映画化であり、オットー・プレミンジャーが製作・監督、ジョーン・クロフォードとダナ・アンドリュース、ヘンリー・フォンダが主演した。

## ストーリー
妻子ある男性への恋か、妻を失った男性への愛か、情熱と理性に身悶えする近代女性の恋愛メロドラマ。

## キャスト
- デイジー・ケニヨン：ジョーン・クロフォード
- ダン・オマラ：ダナ・アンドリュース
- ピーター・ラプハム：ヘンリー・フォンダ

## スタッフ
- 製作/監督：オットー・プレミンジャー
- 脚本：デイヴィッド・ハーツ
- 音楽監督：アルフレッド・ニューマン
- 音楽：デイヴィッド・ラクシン
- 撮影監督：レオン・シャムロイ
- 編集：ルイス・R・レーフラー
- 美術：ライル・R・ウィーラー、ジョージ・W・デイヴィス
- 装置：トーマス・リトル、ウォルター・M・スコット
- 衣裳監督：チャールズ・ルメイアー